# Immanuel Nobel
Immanuel Nobel maljši, švedski inženir, arhitekt, izumitelj ter industrialec, * 1801, † 1872.
Izumil je rotacijsko stružnico, ki se uporablja za proizvodnjo vezanih plošč. Njegov sin je Alfred Nobel.
1. 1 2 3 4  Immanuel Nobel — 1917.
2. 1 2  Maria Magdalena kyrkoarkiv, Död- och begravningsböcker, huvudserie, SE/SSA/0012/F I/9 (1864-1872), bildid: 00015099_00320